# Хянґа
Хянґа (кор. 향가; 鄕歌) — народні пісні, які співали за часів королівства Сілла і зазвичай записували письмом хянчаль. Зазвичай вони відносяться до часів від початку існування королівства Сілла до періоду формування держави Корьо. Це твори, що мають буддистське походження, політичну ідеологію, характер народних та шаманських пісень, і належать авторам різних соціальних класів, зокрема буддистським монахам та хваранам.

## Форма та запис
За структурою хянґа поділяються на такі, що складаються з 4, 8 і 10 рядків. Деякі з них написано ієрогліфами ханджа, а деякі — письмом іду. У період Трьох королівств було багато чотирирядкових хянґа, а в період Північної і Південної держав і ранній період держави Корьо було написано багато восьмирядкових та десятирядкових хянґа. Вони мали різний зміст: пісня пунйо, яку також називали трудовою або народною піснею; пісні джуйо, якими відганяли духів та нещастя; також були хянґа через які виражали почуття та зізнавалися в коханні. Примітно, що це є зразком чистої споконвічно давньокорейської мови, оскільки всі тексти пісень написано ієрогліфами ханджа, на відміну від системи запису іду (吏讀), за якою запозичували китайські ієрогліфи.

## Назва
Назва  «хянґа» означає «пісня нашої країни», і походить з періоду Трьох королівств.

## Тлумачення Хянґа
Раніше японці спробували частково прокоментувати ці пісні з лінгвістичної точки зору, і першим, хто зробив розширену анотацію до всіх 25 пісень, був Шінпей Огура. Пізніше кращу інтерпретацію зробив Ян Джу Дон. Після здобуття Кореєю незалежності Джі Хон Йон, Лі Так, Кім Джун Йон, Лі Сун Ньон, Кім Дон Ук, Кім Сон Ґі, Со Дже Ґик, Хон Ґі Мун, Джон Ньоль Мо, Кім Ван Джін та інші продовжили дослідження та публікації стосовно хянґа.
Припускають, що в період Трьох королівств існувало багато хянґа, але нам відомо лише 25 з них: 14 у «Самгук Юса» (Достопам'ятні події Трьох держав) та 11 у «Кюньо чон» (Життєпис Кюньо), серед них десятирядкові хянґа у «Кюньо чон», що прославляють буддизм, є працями поета Кюньо з раннього періоду держави Корьо.

## Хянґа в «Самгук Юса»
У «Самгук Юса», автором якої є Ірьон, котрий збирав та записував фольклор пов'язаний з буддизмом, є наступні хянґа.

#### Содонйо (кор. 서동요)
Це найстаріша хянґа в історії, яка датується часом правління короля Му з Пекче та короля Джін Пьона з Сілла. Згідно з переказами, цю пісню умисно поширив Содон (дитяче ім'я короля Му з Пекче) щоб почати стосунки з принцесою Сонхва, донькою короля Джін Пьона з Сілла.

#### Хєсонґа (Пісня комети) (кор. 혜성가; 彗星歌)
Це десятирядкова хянґа, складена Йон Чон Са під час правління короля Сілла Джін Пьона. В переказах сказано, що її було написано, щоб відігнати комету, яка пролітала в сузір'ї Шімтесон (心大星).

#### Пунйо (кор. 풍요; 風謠)
Це чотирирядкова хянґа, написана під час правління королеви Сондок із Сілла, автор невідомий. Це народна пісня, яку співали чоловіки та жінки, які разом працювали у замку, коли Ян Джі створював статую Будди в храмі Йонмьоса. Також цю хянґа називають «Янджісасокґа» (кор. 양지사석가; 良志使錫歌).

#### Вонвансенґа (кор. 원왕생가)
Вважається, що цю десятирядкову хянґа було написано дружиною Кван Дока за часів правління королів Мун Му та Хьо Со, і вона передає історію про те, як після смерті Кван Дока його дружина відмовилася переспати з його другом Ом Джаном. В оригінальному тексті пісні є фраза "願往生", яка в буддизмі трактується як "Хочу потрапити до раю", і в КНДР ця хянґа ще має назву «Райська пісня». 

#### Мочукчіранґа (кор. 모죽지랑가)
Це восьмирядкова хянґа хваранів написана за правління короля Хьосо з Сілла. Вона написана Тиґо, учнем хварана Чукчі на знак захоплення своїм учителем. Оскільки головним героєм пісні є хваран Чукчі, то називається вона Мочукчіранґа. Також її називають Тиґоґокморанґа, на честь автора Тиґо.
Хваран Чукчі був заступником воєначальника Кім Ю Шіна і зробив великий внесок в об'єднання Трьох королівств. Тиґо був відомий своїми здібностями до мистецтва та магії. Пісню написано письмом Іду.

#### Хонхваґа (кор. 헌화가)
Це чотирирядкова хянґа написана за правління короля Сондока з Сілла. У «Самґук Юса» сказано "цю пісню співав старий чоловік, що ведучи биків по скелі, збирав квіти азалії для пані Суро" і назву «хонхва» вона отримала від фрази "노인헌화가" (ноін хонхва ґа), що дослівно означає "пісня старого, котрий приносить квіти". Досі неясно чи "пані Суро" це корейське ім'я передане ієрогліфами, чи це означає "дружина, яка йде вздовж моря, слідуючи за водою".

#### Вонґа (кор. 원가)
Це восьмирядкова хянґа-йоґунґа написана Шін Чуном за правління короля Хьосона з Сілла. Хьосон ще до того як став королем уклав угоду з Шін Чуном щодо сосни, але після того, як зійшов на престол, забув про неї. Тож Шін Чун написав цю пісню та прикріпив її до сосни, після чого остання всохла. 

#### Тосольґа (кор. 도솔가)
У п'ятому томі «Самґук Юса» сказано, що це чотирирядкова хянґа написана Воль Мьон Са за правління короля Кьон Дока (760 р.). За легендою король наказав Воль Мьон Са написати її, щоб захиститися від лиха, яке має статися, коли одночасно зійде два сонця.

#### Анмінґа (кор. 안민가)
Це десятирядкова хянґа з другого тому «Самґук Юса», розділ під назвою «Король Кьон Док, буддійський монах Чун Дам і особливо гідний Пьохун». Її було написано монахом Чун Дамом за наказом короля Кьон Дока, який звучав так: "напиши таку пісню, що допомогла б мені гарно правити державою."

#### Чеманмеґа (кор. 제망매가; 祭亡妹)
Цю хянґа було написано монахом Воль Мьон Са за правління короля Кьон Дока з Сілла. У п'ятому томі «Самґук Юса» написано "Воль Мьон зробив підношення Будді та написав хянґа щоб провести поминки своєї померлої сестри". Сучасна «Воль Мьон» Пак Дже Чона наслідує пісню «Чеманмеґа» і оспівує сутність життя представлену через листя дерев. Листя є втіленням людського життя та смерті, адже люди йдуть до того світу, так само як і листя, яке має покинути дерево.

#### Чанкіпаранґа (кор. 찬기파랑가; 讚耆婆郞歌)
Це десятирядкова хянґа, написана за правління короля Кьон Дока буддійським монахом Чун Дам Са, котрий захоплювався хвараном на ім'я Кіпаран. Вирізняється серед інших хянґа як дуже цінна літературна праця.

#### Дочонсукванимґа (кор. 도천수관음가; 禱千手觀音歌)
Це хянґа написана Хі Меном за часів правління короля Кьон Дока, також її називать Чонсукванимґа (천수관음가; 千手觀音歌), Дочонсудебіґа (도천수대비가; 禱千手大悲歌) або Менатиканґа (맹아득안가; 盲兒得眼歌). Вона включена до третього тому «Самґук Юса».

#### Учокґа (кор. 우적가)
У п'ятому томі «Самґук Юса» у розділі «Зустріч зі злодієм» зазначено причину написання та іншу інформацію стосовно цієї пісні. Окрім того, є китайський вірш, написаний як похвала до цієї пісні. Хянґа була написана в середині VIII ст.

#### Чойонґа (кор. 처용가)
Цю хянґа включено до розділу «Кіі» в «Самґук Юса», де сказано, що її було написано Чо Йоном за правління короля Хон Ґана з Сілла. Кажуть, що лихий дух закохався в дружину Чо Йона і спав з нею. Коли ж Чо Йон повернувся додому і застав їх разом у ліжку, то й склав цю пісню. Тоді дух, зворушений тим, що Чо Йон не гнівається, з'явився і став перед ним на коліна. Кажуть, що з того часу люди чіпляють на двері зображення Чо Йона, щоб відігнати злих духів. 
Серед пісень Корьо, Чойонґа також збереглася і в музичних записах і пізніше допомогла при розшифровці хянґа.

## Хянґа в «Життєписі Кюньо»

#### Похьоншіпвонґа (кор. 보현십원가; 普賢十願歌)
Це збірка хянґа, що складається з 11 десятирядкових хянґа, написаних Кюньо в період формування держави Корьо. Для популяризації буддизму Кюньо написав кілька пісень, по одній для кожного з 10 благородних бодгісаттв Аватамсака-сутри, а 11-та є заключною.  Вважається, що їх було записано письмом хянчаль у книзі «Життєпис Кюньо» у роки правління Кванджона, 4-го короля Корьо, і ці записи зберігаються у храмі Хеінса. 

## Інші хянґа
Серед рукописів «Історичних записів хваранів» є запис пісні Пуннаґа, яку написав Мі Сіл, поки Са Да Хам воював. Однак сьогодні в історичних колах переважає думка про те, що ці записи є підробкою, тому про них не можна з упевненістю щось сказати. В той же час, є ті, хто вважає хянґою і пісню Доіджанка, написану королем Єджоном з Корьо. Окрім того, було опубліковано наукову працю, в якій текст, написаний на дерев'яній табличці, знайденій на будівельному майданчику художньої галереї Національного музею Кьонджу, розглядають як хянґа. Цей текст, який вважають хянґою, було названо Маншінґа (만신가; 万身歌).